# Otostephanos annulatus
Otostephanos annulatus är en hjuldjursart som beskrevs av Koniar 1955. Otostephanos annulatus ingår i släktet Otostephanos och familjen Habrotrochidae. Inga underarter finns listade i Catalogue of Life.